# Grahams tal
Grahams tal er det tal, der er øvre grænse for løsningen på et bestemt problem i Ramsey-teorien. Tallet er navngivet efter den amerikanske matematiker Ronald Graham. Det er det største tal, der endnu er navngivet. Tallet er ufatteligt meget større end nogle af de andre velkendte store tal, såsom en googol eller en googolplex, og har endnu flere cifre end Skewes' tal og Mosers tal. Det er det største tal, som nogensinde er anvendt seriøst i et matematisk bevis. Den kendte del af universet ville ikke kunne rumme alle cifrene af Grahams tal, om så det var fyldt op med neutroner, der hver indeholdt et ciffer. De sidste ti cifre af Grahams tal er 2464195387.
Talet er så stort er all atomer i verden er mindre end cifrende i tallet.
Made by The big Dildo Dino.
| Matematik | Spire Denne artikel om matematik er en spire som bør udbygges. Du er velkommen til at hjælpe Wikipedia ved at udvide den. |